# Ganz Ábrahám Két Tanítási Nyelvű Technikum
A Ganz Ábrahám Két Tanítási Nyelvű Technikum egy budapesti műszaki technikum, a Budapesti Gépészeti Szakképzési Centrum tagintézménye.

## Története
Az iskola jogelődjét 1894. október 15-én alapította a Ganz és Társa Vasöntő és Gépgyár Részvénytársaság, ahol 124 tanonc kezdhette meg hároméves tanulmányait. Eleinte az üzem és az iskola képzése összekapcsolva működött, a képzés a gyártelep termelyikben zajlott. 1908-tól új tantermekkel, laboratóriummal és szertárral egészült ki az iskola. Ekkor a hallgatói létszám 450 főre nőtt, 1920-tól pedig az egyes szakmák, a műhelylakatosok, az öntők, a gépmunkások és a mintaasztalosok szaktárgyait külön műhelyben oktatták. Az iskola 1999-ben költözött mai helyére. 1990-es évektől kezdve az iskola portfóliójába a gépészet mellé bekerült az informatikai és a két tanítási (angol és német) nyelvű oktatás is.

## Elhelyezkedése
A főváros XIX. kerületének keleti részén található, az 50-es villamos Villanytelep megállójánál, így a tömegközlekedési eszközökkel jól megközelíthető. Tanulóinak többsége a XIX. kerületből, illetve a szomszédos kerületekből, helységekből jár be.